# 陈传熙
陈传熙（1916年—2012年1月27日），男，广西南宁人，中国指挥家，曾任中国音乐家协会理事，中国电影家协会理事。